# Komoransko-ostrogonska županija
Komoransko-ostrogonska županija (mađarski: Komárom-Esztergom megye) jedna je od 19 mađarskih  županija. Pripada regiji Srednjem Podunavlju. Administrativno središte je Tatabánya. Površina županije je 2265 km², a broj stanovnika 316 590. 

## Zemljopisne osobine
Nalazi se u sjevernoj Mađarskoj, u regiji Srednjem Podunavlju (Közép-Dunántúl)
Susjedne županije su Đursko-mošonjsko-šopronska na zapadu, Vesprimska na jugu i jugozapadu, Bila na jugu i jugoistoku te Peštanska županija na istoku. Na sjeveru graniči sa Slovačkom.
Gustoća naseljenosti je 139 stanovnika po četvornom kilometru. 
U Komoransko-ostrogonskoj se županiji nalazi 76 naselja.

## Upravna organizacija
Hrvatska imena naselja prema ili
| - Aka - Almásfüzitő - Annavölgy - Ácsteszér - Ászár - Baj - Bajna - Bajót - Bakonybánk - Bakonysárkány - Bakonyszombathely - Bana - Bársonyos | - Bokod - Csatka - Császár - Csém - Csép - Csolnok - Dad - Dág - Damiš - Dunaalmás - Dunaszentmiklós - Epöl - Ete | - Gyermely - Héreg - Kecskéd - Kerékteleki - Kestulac - Kisigmánd - Kocs - Kömlőd - Környe - Lejinvar - Máriahalom - Mocsa - Mogyorósbánya | - Nagyigmánd - Nagysáp - Naszály - Nesmilje - Čiv - Pilismarót - Réde - Sárisáp - Súr - Süttő - Szákszend - Szárliget - Szomód | - Szomor - Tardos - Taran - Tárkány - Tát - Tokod - Tokodaltáró - Njunj - Várgesztes - Vérteskethely - Šumlinga - Seluš - Vértestolna |

## Najveći gradovi i općine
| Grad/općina   | Hrvatsko ime       | Br.st. (1. siječnja 2008,) |
| ------------- | ------------------ | -------------------------- |
| Tatabánya     | -                  | 70.388                     |
| Esztergom     | Ostrogon, Ostrigon | 30.523                     |
| Tata          | -                  | 24.751                     |
| Komárom       | Komoran, Kuomaran  | 19.563                     |
| Oroszlány     | -                  | 19.133                     |
| Dorog         | -                  | 12.353                     |
| Nyergesújfalu | -                  | 7.603                      |
| Ács           | -                  | 7.232                      |
| Kisbér        | -                  | 5.569                      |
| Tát           | -                  | 5.479                      |
| Lábatlan      | -                  | 5.165                      |
| Környe        | -                  | 4.433                      |
| Tokod         | -                  | 4.315                      |

## Stanovništvo
U županiji živi 316 590 stanovnika (prema popisu 2001.).
- Mađari = 297 964
- Nijemci = 9 336
- Slovaci = 5 100
- Romi, Bajaši = 2 670
- Rumunji = 284
- Ukrajinci 203
- Poljaci 200
- Grci 181
- Slovenci 133
- ostali, među njima Hrvata 76

## Vanjske poveznice
- (engleski) Mađarski statistički ured - nacionalni sastav Komoransko-ostrogonske županije 2001.